# География Гамбии

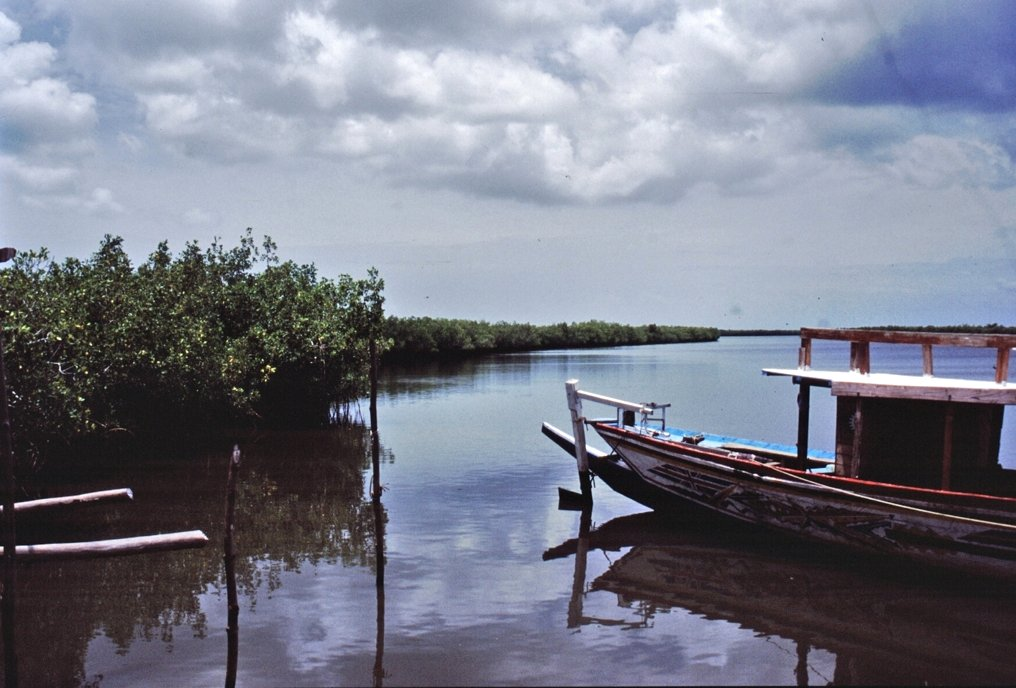
Река Гамбия

Гамбия — государство в Западной Африке.

## Географическое положение
Государство расположено между 13 и 14° северной широты в Западной Африке, имеет форму полосы длиной около 400 км, простирающейся по обе стороны реки Гамбия, ширина полосы в основном варьируется от 24 до 28 км, в устье реки — 45 км. Гамбия является самой маленькой по площади страной на территории африканского континента. Площадь страны составляет 11 000 км², из которых 10 000 приходится на сушу, 1000 км² — на водную поверхность.

## Граница
На востоке, севере и юге имеет границу с Республикой Сенегал, общая протяжённость границы — 740 км. С запада омывается Атлантическим океаном, береговая линия — 80 км. Площадь страны составляет 11 000 км², из которых 10 000 км² приходится на сушу, 1000 км² — на водную поверхность. Гамбии также принадлежит континентальный шельф площадью 4000 км² и 200-мильная исключительная прибрежная экономическая зона площадью 10 500 км².

## Рельеф
Вся территория страны не превышает по высоте 60 м над уровнем моря. Более 48 % Гамбии не превышает 20 м, при этом около 30 % — не выше 10 м. Только 4 % страны — территория от 50 до 60 метров над уровнем моря.
В зависимости от удалённости от реки страна может быть разделена на три топографических района:
- Нижняя долина (4048 км², 39 % страны) — территория, располагающаяся непосредственно у реки Гамбия и её притоков. Характеризуется плохо аллювиальными осадочными образованиями, плохо высохшими почвами и обильным водоснабжением. Территория нижней долины подвергается регулярным сезонным затоплениям, что способствует образованию сезонных болот (фаро), ширина которых достигает 2 км, к западу от острова Маккарти[5].
- Пересечённое песчаное плато (57 % страны). Территория состоит из песчаных холмов и мелких долин.
- Песчаниковое плато (4 % страны). Восточная часть страны состоит из низких каменистых песчаниковых холмов, которые в основном не культивируются и не покрыты растительностью[5].

Общая протяжённость автодорог 2700 км, из них с покрытием — 956 км, без покрытия — 1744 км.

## Внутренние воды
Главная река - Гамбия. Она протекает через всю страну с востока на запад. Впадая в Атлантический океан, она образует эстуарий шириной до 30 км, он представляет собой удобную естественную гавань. В пределах страны Гамбия судоходна на всём протяжении. В русле реки много островов (в том числе остров Джеймс, включённый в список всемирного Наследия ЮНЕСКО.

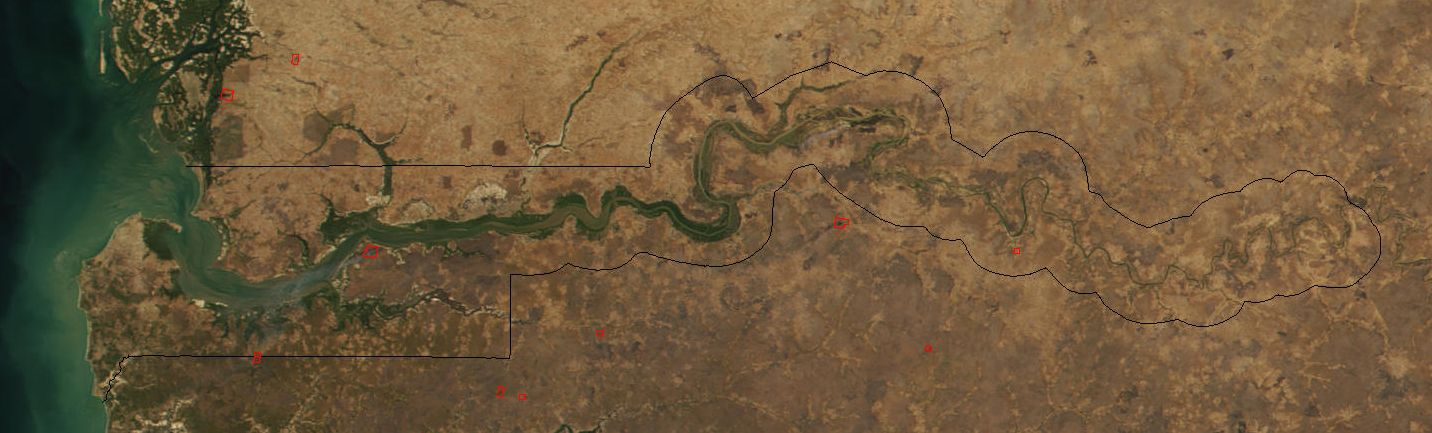
Бассейн Гамбии. Спутниковый снимок